# Medaglia olimpica

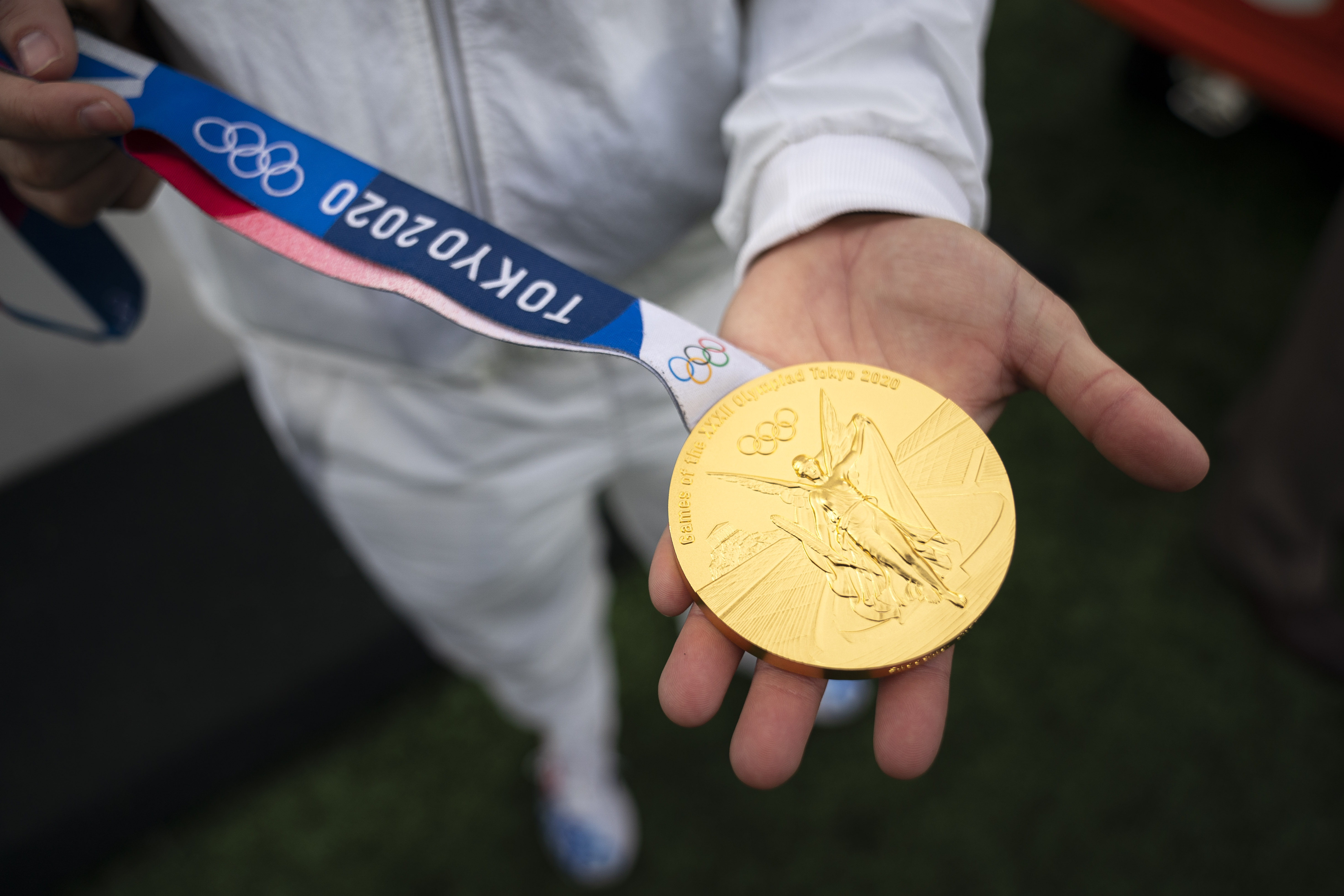
Medaglia olimpica dei Giochi della XXXII Olimpiade (Tokyo 2020)

La medaglia olimpica è il principale premio assegnato agli atleti che si piazzano nei primi tre posti di una competizione olimpica.

## Storia e descrizione
Da tradizione, vengono assegnate:
- una medaglia in oro al vincitore;
- una medaglia in argento al secondo classificato;
- una medaglia in bronzo al terzo classificato.

Per quanto riguarda le discipline di gruppo, ogni atleta della squadra riceve una medaglia. Alcuni sport non prevedono il quarto classificato e, di conseguenza, assegnano due medaglie in bronzo ai terzi classificati.
Qualora più atleti giungano a pari merito sul podio, viene assegnata una medaglia dello stesso colore ad entrambi: per esempio, se due atleti giungono al primo posto ex aequo il classificato successivo non riceve l'argento ma il bronzo. Esiste anche l'ipotesi dell'assegnazione esclusiva di medaglie in oro, nel caso che almeno tre atleti si classifichino in prima posizione: per tale motivo, all'apertura dell'Olimpiade non si conosce il numero esatto di medaglie da distribuire.
Le medaglie compongono il medagliere complessivo dei Giochi olimpici di una nazione.
La pratica della distribuzione delle tre medaglie esiste da Saint Louis 1904: Atene 1896 prevedeva medaglie solo per i primi due classificati, mentre Parigi 1900 premiava i primi tre classificati, ma quasi sempre assegnava coppe ed altri premi al posto delle medaglie.
Ogni edizione dei Giochi Olimpici assegna una sua medaglia, di solito realizzata da un artista locale su commissione del Comitato Organizzatore. Su un lato delle medaglie olimpiche estive sono raffigurati lo stadio Panathinaiko e la Vittoria Alata, dall’altro lato invece è inciso il logo dell’edizione dei Giochi.
Tra i materiali usati per la forgiatura di medaglie vi sono metallo, giada e pietra. La medaglia a forma "di ciambella" è stata introdotta nei Giochi invernali del 2006.